# Fédération américaine du travail
Pour les articles homonymes, voir AFL.
L'American Federation of Labor ou AFL (en français, Fédération américaine du travail) était un syndicat nord-américain fondé en 1886. Elle s'est réunifiée en 1955 avec le Congrès des organisations industrielles pour former l'AFL-CIO.

## Historique

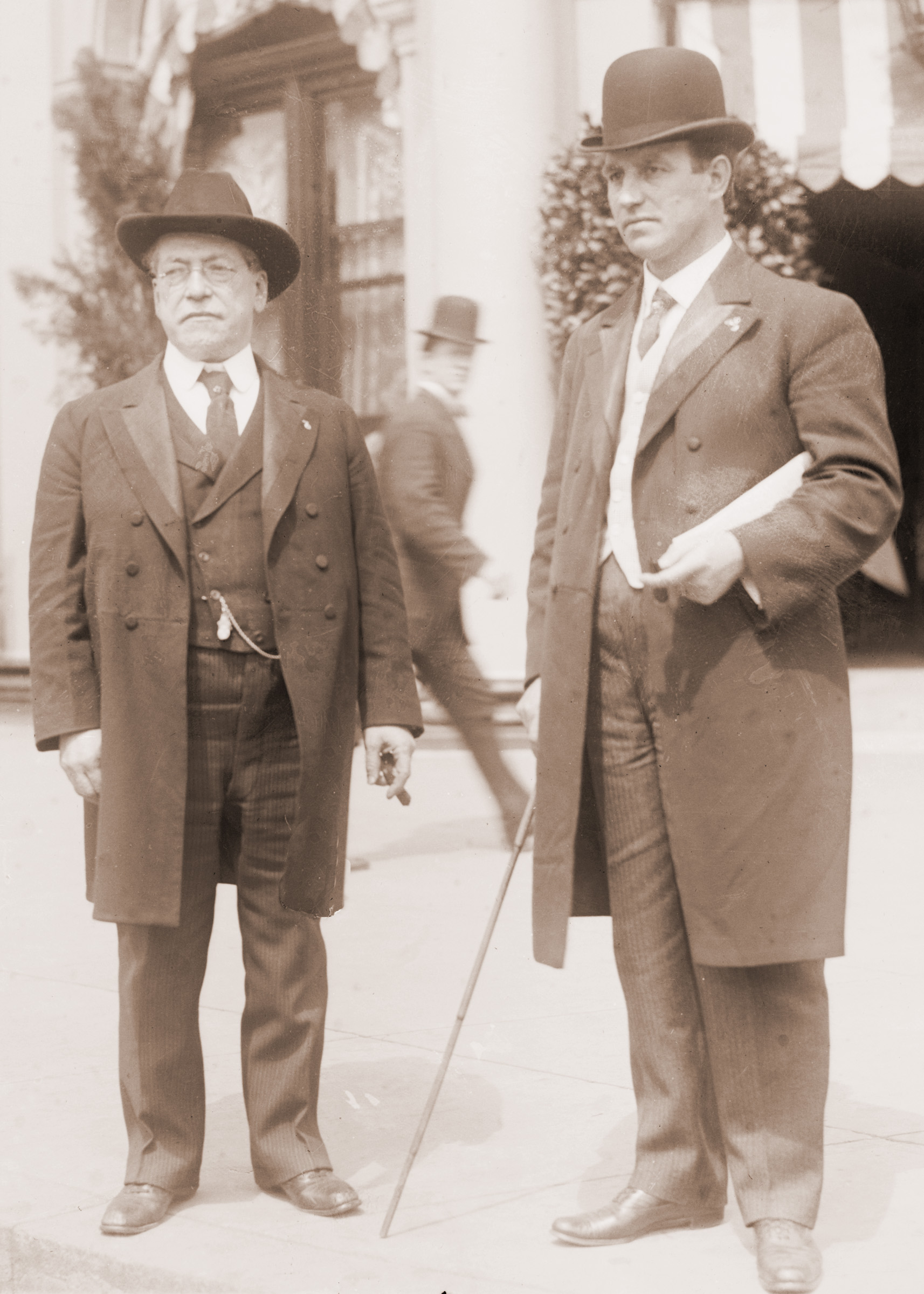
Photo de Samuel Gompers (American Federation of Labor) with John Mitchell (United Mine Workers).

### La FOTLU avant l'AFL (1881-1886)
Dans les années 1880, les États-Unis connaissent une période de croissance industrielle importante, et donc un accroissement de la population ouvrière que soutient une reprise de l'immigration. Les ouvriers anglais créent des syndicats inspirés du modèle du Trades Union Congress britanniques, voire implante des sections de leur fédération d'origine. En 1881, ses syndicats fondent la Federation of Organized Trades and Labour Unions (FOTLU), à l'exemple du TUC, elle développe aussi une action de lobbying auprès du Congrès des États-Unis. Comme le TUC, la FOTLU rassemble des fédérations de métier et pas des fédérations d'industrie. La FOTLU, doit cependant faire face à la concurrence des Knights of Labor ayant beaucoup plus d'adhérents qu'elle, et qui sont très attachés à l'idéal républicain américain et souhaitent l'intervention des États fédérés, ou même de l'Union dans la vie économique et sociale. Cette intervention de la puissance publique répugne particulièrement à Samuel Gompers, l'homme fort de la FOTLU, qui défend l'idée d'un syndicalisme puissant, parlant seul avec le patronat, sans interventionnisme de l'État. L'agitation pour la journée de 8 heures et qui culmine le 1er mai 1886, mais donne lieu au massacre de Haymarket Square à Chicago va inverser les rapports de puissance entre les Chevaliers du Travail et les Trades-Unions. Les dirigeants des principales fédérations de métier, membres de la FOTLU, décident de structurer davantage leur fédération, ils convoquent un congrès pour décembre 1886.

### La présidence deSamuel Gompers(1886-1924)
En décembre 1886, les fédérations de métiers fondent l'American Federation of Labor et élisent à sa tête Samuel Gompers, ce dernier est ensuite perpétuellement réélu jusqu'à sa mort (à l'exception de l'année 1895). 

#### Le développement syndical
La première décision de la nouvelle fédération est d'interdire la double appartenance pour briser les regroupements interprofessionnels des Chevaliers du travail et limiter ainsi l'influence des socialistes qui voyaient dans la Chevalerie du travail un outil de syndicalisation des ouvriers non qualifiés. l'AFL défend au contraire un syndicalisme de métiers, refusant toute influence politique. Après plusieurs années de progression lente, à cause de la répression anti-syndicale et de la crise économique, l'AFL lance en 1898 un vaste effort de syndicalisation qui lui permettent en 1910 de rassembler 120 unions de métiers organisant 2 millions d'adhérents, soit 10 % de la population active non agricole. Mais c'est dans le bâtiment et les biens de consommation courante (habillement), où les ouvriers qualifiés sont nombreux que les unions de métiers peuvent réellement agir. Elles organisent par le biais du monopole syndical à l'embauche, une solidarité sans failles des ouvriers de ces secteurs, leur permettant de défendre leurs droits, alors qu'il n'existe aucune législation sociale et que le patronat utilise les services de la police et de milices privées pour lutter contre les syndicats. Mais l'AFL développe aussi une hostilité puissante envers les agitateurs politiques, et les syndicats « politiques », comme la Socialist Trade and Labor Alliance que crée Daniel De Leon en 1896, qui divisent la classe ouvrière.

#### La mise au pas des syndicats canadiens
En parallèle à son développement aux États-Unis, l'AFL se développe au Canada, en même temps que l'industrie américaine y investit. John Flett est membre du syndicat des charpentiers est nommé comme organisateur pour tout le Canada en 1898. Il déploie une très grande activité et accorde près de 700 chartes d'affiliation, ce qui assure la domination complète de l'AFL au sein du Congrès des métiers et du travail du Canada (CMTC). En 1902, pour renforcer encore le poids de l'AFL, la conférence du CMTC à Berlin (aujourd'hui Kitchener (Ontario) décide d'interdire la double affiliation entre les organisations internationales (i.e. dominée par l'AFL) et les organisations, purement canadiennes, où les Chevaliers du Travail étaient majoritaires. Pour s'assurer la fidélité des canadiens, John Flett devient même président du CMTC, il le reste jusqu'en 1925.

#### L'infléchissement de l'apolitisme des origines
Avec le temps et un apaisement du climat politique et social, l'AFL abandonne peu à peu son apolitisme radical des origines. Cela se marque dès 1901, avec la participation de Samuel Gompers et d'autres leaders syndicaux aux travaux de la Fédération civique nationale (NCF - National Civic Federation), un organisme de dialogue entre le patronat et les syndicats, soutenu par le président Theodore Roosevelt. Elle renforce aussi sa capacité de lobbying auprès du Congrès des États-Unis et des partis démocrate et républicain. Le succès des Industrial Workers of the World, qui critiquent fortement le refus de tout intervention dans le champ politique, pousse l'AFL à s'engager davantage. En 1908, l'AFL fait même clairement campagne pour William Jennings Bryan le candidat démocrate à la présidence des États-Unis. Certains lui reprochent d'ailleurs de ne pas soutenir le candidat socialiste Eugene V. Debs, mais l'AFL préférait soutenir le candidat qui avait le plus de chance de faire aboutir ses revendications. L'AFL obtient d'ailleurs en 1917 l'obligation d'un test d'alphabétisation des nouveaux immigrants pour limiter la dégradation des conditions de travail par l'afflux d'une main d'œuvre peu qualifiée. Cependant, comme l'analyse l'historien Howard Zinn, « L'AFL, composée principalement de travailleurs qualifiés, défendait la philosophie du "syndicalisme de métier" [...] qui prétendait opposer au monopole de la production qu'instauraient les employeurs un monopole des travailleurs géré par le syndicat. C'est ainsi que l'AFL parvenait à améliorer les conditions de certains travailleurs tout en laissant de côté la majorité d'entre eux ».

#### LaPremière Guerre mondialeet ses conséquences
Dès 1914, Samuel Gompers prend position pour les Alliés, alors même que le président Woodrow Wilson est encore attentiste, et qu'une partie de sa base, d'origine germanique, est clairement favorable aux Empires centraux. Cette position permet à l'AFL de participer au National War Labor Board créé en 1918, qui reconnut le fait syndical, et poussait les employeurs à négocier avec les syndicats. Portée par l'idéal wilsonnien, l'AFL participe même à la refondation de la Fédération syndicale internationale en 1919 à Amsterdam. Cependant, très rapidement après la fin de la guerre, l'AFL est victime de la Red Scare (Peur des rouges) et lutte contre les communistes et leurs tentatives de noyautage, elle subit aussi la répression patronale qui essaye de revenir sur les avancées obtenues pendant le conflit. Enfin, elle se retire de la Fédération syndicale internationale sous la conduite de son nouveau président William Green qui remplace Samuel Gompers décédé en 1924.

### La présidence deWilliam Green(1924-1952)

#### Le repli sur la défense des intérêts ouvriers immédiats
Avec son nouveau président, William Green, l'AFL qui a obtenu le contingentement de l'immigration par des quotas en 1921, puis en 1924 se replie sur les services à ses adhérents, notamment les assurances dont elle refuse que l'État prenne une partie en charge. Obsédé par la crainte du communisme et se voulant un rempart du capitalisme, l'AFL adopte des positions très conservatrices. Cette position lui nuit considérablement au Canada, où les syndicats, notamment catholiques prennent alors leur essor. La crise économique de 1929 renforce l'AFL dans son conservatisme.

#### Le New-Deal syndical
L'élection de Franklin Delano Roosevelt pour lequel les ouvriers ont massivement voté change la donne au sein de l'AFL, ou l'organisation en fédérations de métier, et la timidité revendicative de William Green ne correspond plus à l'esprit du New Deal. L'État fédéral met en place les débuts d'un système d'assurance sociale publique et surtout la mise en place du National Labor Relations Board par la loi Wagner de juillet 1935 sécurise et reconnait davantage les organisations syndicales. Mais cela contrarie aussi paradoxalement les courants les plus traditionnels de l'AFL qui voit une mainmise de l'État sur la protection des intérêts ouvriers, les mettant à la merci d'un changement de majorité politique.

#### La naissance du CIO
Au congrès de 1935 de l'AFL, John L. Lewis, le leader de l'United Mine Workers of America, la fédération des mineurs, crée avec d'autres responsables syndicaux un Committee for Industrial Organization (CIO - Comité pour l'organisation industrielle) qui vise à élargir la base de l'AFL en organisant aussi les ouvriers non-qualifiés dans des fédérations d'industrie. Les campagnes de syndicalisation, soutenues financièrement par les mineurs et les ouvriers de l'habillement sont de réels succès, particulièrement parmi les ouvriers de l'industrie automobile. À l'automne 1937, les organisations se reconnaissant dans la démarche du CIO rassemblent près de 4 millions de travailleurs. La direction de l'AFL mène une guerre d'usure contre ses unions et ses syndicalistes qui bouleversaient son organisation interne. En novembre 1938, le CIO devient le Congress of Industrial Organizations (Congrès des organisations industrielles).
Sur les questions internationales, l'AFL se range derrière l'interventionnisme nord-américain. Elle défend en 1927 l'intervention militaire contre le Nicaragua.
En 1930, l'AFL provoque la disparition de la Confédération panaméricaine du Travail (rassemblant des syndicats plutôt conservateurs) en allant jusqu'à demander, à l’occasion du sixième congrès de l'organisation, que celle-ci avalise une intervention nord-américaine à Cuba.

#### L'AFL dans laSeconde Guerre mondiale
Dès le déclenchement du conflit, avant même l'engagement des États-Unis à la suite de Pearl Harbor, l'AFL et le CIO s'engage à soutenir l'effort de soutien aux Alliés. D'autant qu'il s'accompagne d'une hausse de la production industrielle. Les syndicats à la base se renforcent et une vague de grèves fait céder les industriels, comme Ford qui finit par accepter l'entrée de l'United Steelworkers dans ses usines. Mais dès l'entrée en guerre, les deux syndicats acceptent de stopper toute action de grève pour ne pas nuire à l'effort de guerre, et siègent au National War Labor Board qui se met de nouveau en place. L'AFL qui était la première organisation syndicale grandit encore dans ce contexte favorable, et organise 10 millions de travailleurs en 1945. Cependant, alors que le CIO participent aux discussions qui vont mener à la création de la Fédération syndicale mondiale, l'AFL s'y refuse par anti-communisme.

#### L'entrée dans laGuerre froide
Dès 1945, et la Conférence de Londres préparant la Fédération syndicale mondiale l'AFL montre sa méfiance envers ce qu'elle perçoit comme une tentative de mainmise des soviétiques sur le mouvement syndical international. Sur le plan intérieur, les élections de 1946 amènent une majorité républicaine au Congrès qui décide de revenir sur la législation du New Deal, la loi Taft-Hartley limite considérablement les possibilités pour les syndicats de s'implanter dans les entreprises. Par ailleurs le début du maccarthisme renforce le repli de l'AFL sur les positions les plus conservatrices.
Enfin, au niveau international, l'AFL pousse à la création de la Confédération internationale des syndicats libres en 1949 à Londres, où Irving Brown, son envoyé pour l'Europe désigne le « totalitarisme soviétique » comme l'ennemi principal. Quand il meurt en 1952, William Green laisse une AFL plus forte que jamais par le nombre de ses adhérents, mais repliée sur la défense des fédérations de métiers qualifiés.

### George Meanyet la réunification syndicale (1952-1955)
C'est l'ancien trésorier de l'AFL, George Meany qui succède à William Green à la tête de la fédération. Comme ses prédécesseurs, il est violemment anti-communiste, mais il comprend aussi qu'il est nécessaire d'agir sur le plan politique, comme groupe de pression, et est partisan d'un syndicalisme de masse, plus adapté aux temps modernes qu'un syndicalisme élitiste de métier. L'évolution de la société américaine, où une partie grandissante de la classe ouvrière accède à la société de consommation, et le changement à la tête du CIO où Walter Reuther a remplacé Philip Murray ouvrent de nouvelles perspectives de dialogue pour un syndicalisme américain rassemblé. En 1955, les deux centrales se réunifient au sein de l'American Federation of Labour - Congress of Industrials Organisations (AFL-CIO) dont George Meany prend la présidence.